# Batheuchaeta lamellata
Batheuchaeta lamellata är en kräftdjursart som beskrevs av Brodsky 1950. Batheuchaeta lamellata ingår i släktet Batheuchaeta och familjen Aetideidae. Inga underarter finns listade i Catalogue of Life.